# 심준섭
심준섭(沈準燮, 2003년 12월 23일 ~ )은 대한민국의 바둑 기사이다.

## 약력
대구에서 태어나 2살 때 대전으로 이사했다. 9세경에 부모님의 권유로 바둑을 배우기 시작했고 12세 때문부터 옥득진 사범 문하에서 본격적으로 바둑을 공부했다. 2018년 제9회 지역영재 입단대회를 통해 프로 바둑에 입단했다. 2021년에 二단으로 승단했다.